# George Rudé
George Rudé (Oslo, 1910 - Londres, 1993) fou un historiador marxista britànic especialitzat en la Revolució Francesa i la importància de les masses a la història. És un dels primers autors del que es coneix com a història des de baix. L'obra més coneguda és The Crowd in History (La multitud a la història).
Nascut a Oslo el 1910 on va viure durant els primers nou anys de la seva vida. El 1919 la família es va traslladar a Anglaterra (on va afegir l'accent al seu cognom original noruec, Rude). Va completar la llicenciatura en llengües modernes a Cambridge el 1931 i va esdevenir professor d'idiomes, primer a Stowe i més tard a l'escola de Sant Pau a Londres. El 1932 va visitar la Unió Soviètica, convertint-se en comunista i antifeixista compromès. De 1935 a 1959 fou membre actiu del Partit Comunista britànic, i va servir en comitès i recaptar fons per als treballadors desocupats. Va ser arrestat una vegada durant una manifestació antifeixista. Durant la Segona Guerra Mundial Rudé va treballar en el servei de bombers de Londres i va obtenir un grau a temps parcial en història per la Universitat de Londres. El 1956, va ser guardonat amb per la Royal Historical Society amb el premi Alexander pel seu article "Les revoltes de Gordon: un estudi dels esvalotadors i les seves víctimes". Després va emprendre una investigació sobre els assalariats en la Revolució Francesa, seguint de prop els treballs de Georges Lefebvre i Albert Soboul. Encara com a professor a temps parcial, va completar el seu doctorat (Londres) el 1950. Degut al clima de Guerra Freda imperant a les universitats britàniques va deixar Anglaterra (i el Partit Comunista) per anar-se'n a Austràlia el 1960, primer a la Universitat d'Adelaida i després a la Universitat de Flinders. El 1970, es va traslladar a Canadà a la Universitat Sir George Williams fins a la seva jubilació el 1987. A Montreal, va fundar el Centre Interuniversitari d'Estudis Europeus i va ser nomenat professor emèrit el 1988. Va ocupar les càtedres de visita a Tòquio, Nova York i Virgínia.
George Rudé va ser un prolífic investigador i escriptor. Encara que va començar la seva carrera acadèmica a l'edat de cinquanta anys, va escriure uns 15 llibres i n'ha editat altres. Va ser un dels autors principals de la història des de baix i la seva obra va influir en tota una generació d'historiadors de la Revolució Francesa.

## Obres
- Revolutionary Europe, 1783-1815
- The French Revolution
- The Crowd in History: A Study of Popular Disturbances in France and England, 1730-1848
- Protest and Punishment: Story of the Social and Political Protesters Transported to Australia, 1788-1868
- Crime and Victim: Crime and Society in Early Nineteenth-century England
- Ideology and Popular Protest
- Hanoverian London, 1714-1808
- Europe in the 18th Century: Aristocracy and the Bourgeois Challenge
- Captain Swing: A Social History of the great English Agricultural Uprising of 1830 (amb Eric Hobsbawm)
- Wilkes and Liberty London: Lawrence & Wishart 1983
- foreword to Does Education Matter? by Brian Simon
- Robespierre: Portrait of a Revolutionary Democrat. London: Collins 1975
- Debate on Europe, 1815-1850. Harper & Row 1972
- Interpretations of the French Revolution. Historical Association by Routledge and Keegan Paul 1961
- The French Revolution: Its Causes, Its History and Its Legacy After 200 Years. Grove Press 1994